# Hyssura profunda
Hyssura profunda là một loài chân đều trong họ Hyssuridae. Loài này được Barnard miêu tả khoa học năm 1925.